# 大分文化会館
大分文化会館（おおいたぶんかかいかん）は、かつて大分県大分市荷揚町にあった大分市運営の多目的ホールを中心とする施設である。

## 概要
当会館が建設されるまで、大分市内には大ホールを有する公共施設は大分教育会館しかなく、この施設も老朽化していたため、公的な行事にも百貨店トキハ内に1954年に開設された約800人収容の文化ホールが利用されていた。
そこで、府内城西丸跡に当会館が建設されることとなり、1966年10月12日に開館した。なお、当会館の建設に併行して、府内城の大手門及び3つの隅櫓の復元、及び、2つの櫓の修復も行われた。
以来、当会館は大分県を代表するホールとして、成人式、コンサートや演劇等のイベントに利用されてきた。また、開館当初から2001年までは結婚式場もあり、3,363組が挙式した。開館翌年の1967年には、利用者が最多の63万6,984人を数え、その後も40万人台 - 50万人台を保っていたが、1977年に大分県立芸術会館、1986年にコンパルホールが開館したことから、イベントの開催が分散。1998年にOASISひろば21が開館して以降は、主要なイベントはOASISひろば21で開催されることが多くなり、当会館は主に地域の行事などで利用され、利用者は10万人台後半 - 20万人台前半に落ち込んでいた。
さらに、2013年7月に、大分駅南側に大ホール、小ホールを備えるホルトホール大分が開館することになったため、当会館は同年10月に閉館することが決定。2013年10月31日を以て閉館した。利用者は延べ1,700万人以上を数えた。
建物は2014年1月から解体が開始され、8月に完了。その後3年間は暫定的に市役所の来庁者用駐車場として利用されるが、跡地の利用方法は未定で、隣接する城址公園も含めて今後検討される。なお、大分市は1993年に、当会館を解体した後の構想として、中期的に発掘調査、城内整備を行った後、長期的には天守閣再建を含めた府内城の復元を行うとする府内城整備基本構想を策定していた。しかし、経済情勢の変化等のために実現の目途は立っていない。

## 沿革
- 1965年（昭和40年）3月 - 西丸跡の旧大分県庁舎解体完了[14]
- 1965年（昭和40年）6月- 着工
- 1966年（昭和41年）9月- 竣工
- 1966年（昭和41年）10月12日- 開館
- 1976年（昭和51年）7月- 入場者数500万人達成
- 1999年（平成元年）3月- 外部全面改修
- 1999年（平成元年）7月- 入場者1,000万人達成
- 2013年（平成25年）10月31日- 閉館

## 施設
- ホール
  - 大ホール：固定席 1,876席（1階席 1,158席、2階席 718席）、収容人員 2,077人
大ホールの緞帳は、大分市出身の日本画家髙山辰雄が、大友義鎮（宗麟）の治下の府内 (豊後国)に南蛮船が寄港する様子を描いた「明ける海」を原画とするもので、開館時に株式会社トキハが寄贈した。縦8m、横22mで、重量は約800kg。大分文化会館の閉館に伴い、由布市に本社を置く菊家に無償譲渡された[15][16]。
  - 第1小ホール：収容人員 150人
  - 第2小ホール：収容人員 200人

- 建築概要
  - 鉄筋コンクリート構造（一部鉄骨構造） 地下1階・地上3階
  - 建築面積：3,512.26m²
  - 建築延面積：7,100.34m²

## 所在地
- 大分県大分市荷揚町4番1号

## 交通
- 鉄道

JR九州日豊本線大分駅から徒歩15分
- バス

大分バス 合同新聞社前停留所または県庁前停留所から徒歩1分